# プロ野球が好きだ!2017
『プロ野球が好きだ！2017』（プロやきゅうがすきだ！2017）は、スクウェア・エニックスより配信されているiOS・Android用ゲームアプリ。基本プレイは無料でアイテム課金制。2017年3月22日サービス開始。2017年シーズンのプロ野球の終了に伴い、2018年1月9日をもってサービスを終了した。
実在のプロ野球選手の活躍を予想し、プロ野球観戦を盛り上げるというコンセプトで作られている。

## ゲームシステム
ホームラン、奪三振などの達成項目が書かれた『ドリームカード』と呼ばれる予想カードを選手にセットする。選手がその内容を達成するとリアルタイムで結果が告知され、『ドリームポイント』がもらえる。ランキング形式で、ドリームポイントの獲得量を全国のプレイヤーと競い合う。